# Данди (город, Миннесота)
Данди (англ. Dundee) — город в округе Ноблс, штат Миннесота, США. На площади 0,8 км² (0,8 км² — суша, водоёмов нет), согласно переписи 2002 года, проживают 102 человека. Плотность населения составляет 133,9 чел./км².
- FIPS-код города — 27-17144[1]
- GNIS-идентификатор — 0642979[2]